# Wosnessenske (Solotonoscha)
Wosnessenske (ukrainisch Вознесенське; ukrainisch Вознесенское Wosnessenskoje) ist ein Dorf im Nordosten der ukrainischen Oblast Tscherkassy mit etwa 3800 Einwohnern (2001).

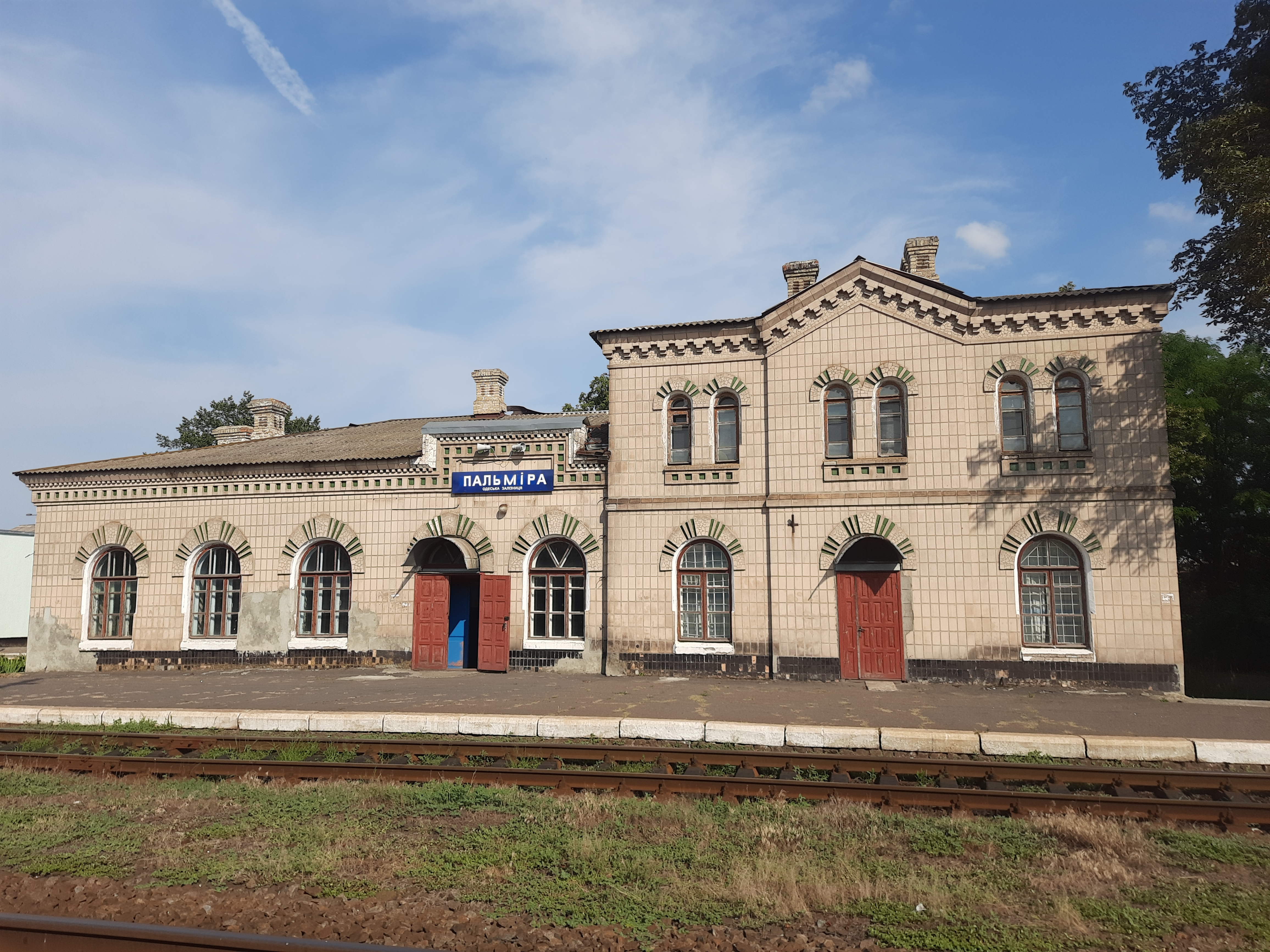
Bahnhof im Ort

Das 1724 erstmals schriftlich erwähnte Dorf liegt am Ufer des Suchyj Shar (Сухий Згар), einem Nebenfluss der Solotonoschka 17 km nordöstlich vom Rajonzentrum Solotonoscha. Das Dorf besitzt eine Bahnstation an der Bahnstrecke Hrebinka–Solotonoscha.

## Verwaltungsgliederung
Am 12. Juni 2020 wurde das Dorf zum Zentrum der neugegründeten Landgemeinde Wosnessenske (Вознесенська сільська громада/Wosnessenska silska hromada). Zu dieser zählen auch die 3 in der untenstehenden Tabelle aufgelisteten Dörfer sowie die 4 Ansiedlungen Kaniwschtschyna, Palmira, Rosdol und Stepowe, bis dahin bildete es zusammen mit den Ansiedlungen Kaniwschtschyna, Palmira und Stepowe die gleichnamige Landratsgemeinde Wosnessenske (Вознесенська сільська рада/Wosnessenska silska rada) im Nordosten des Rajons Solotonoscha.
Folgende Orte sind neben dem Hauptort Wosnessenske Teil der Gemeinde:
| Name                     | Name        | Name                        |
| ukrainisch transkribiert | ukrainisch  | russisch                    |
| ------------------------ | ----------- | --------------------------- |
| Bohuslawez               | Богуславець | Богуславец (Boguslawez)     |
| Kaniwschtschyna          | Канівщина   | Каневщина (Kanewschtschina) |
| Palmira                  | Пальміра    | Пальмира                    |
| Prywitne                 | Привітне    | Приветное (Priwetnoje)      |
| Rosdol                   | Роздол      | Роздол                      |
| Stepowe                  | Степове     | Степовое (Stepowoje)        |
| Synjookiwka              | Синьооківка | Синеоковка (Sineokowka)     |